# Włostów (powiat gorzowski)
Włostów (niem. Lossow) – wieś w Polsce położona w województwie lubuskim, w powiecie gorzowskim, w gminie Bogdaniec. Według danych z 2012 r. liczyła 89 mieszkańców. Miejscowość została założona w 1775/1776 w ramach kolonizacji fryderycjańskiej – zagospodarowania tzw. łęgów warciańskich. Od 1945 r. leży w granicach Polski.
W latach 1975–1998 miejscowość należała administracyjnie do województwa gorzowskiego.

## Położenie
Zgodnie z podziałem fizycznogeograficznym Polski według Kondrackiego teren, na którym położony Włostów należy do prowincji Niziny Środkowoeuropejskiej, podprowincji Pojezierza Południowobałtyckiego, makroregionu Pradolina Toruńsko-Eberswaldzka oraz w końcowej klasyfikacji do mezoregionu Kotlina Gorzowska.
Miejscowość leży 14 km na południowy zachód od Gorzowa Wielkopolskiego.

## Demografia
Ludność w ostatnich 3 stuleciach:

## Historia
- 1747 – Carl Adam von Waldow z Rudnicy (niem. Hammer) zapisuje w testamencie na rzecz sierocińca w Sulechowie kilka swoich majątków, w tym tereny w okolicach Kołczyna (m.in. część Rudnicy, Neudorf–Maszków) i nadwarciańskich błot
- 1772 – rodzina von Waldow sprzedaje swoje ziemie w dolinie Warty wraz z Rudnicą i częścią Kołczyna Karlowi Sigismundowi von Reitzenstein
- 1775/76 – na bagnach nadwarciańskich zostają założone kolonie Lossow (Włostów) oraz Cocceji (Krzyszczyna i Krzyszczynka); tereny te należą do[11]:
  - majora Carla Ernesta Sigismunda von Reitzenstein z Rudnicy i Kołczyna – Lossow/Włostów (22 zagrody osadnicze, każdy z kolonistów otrzymał po 30 mórg brandenburskich bagiennego gruntu na zagospodarowanie); wchodzi w skład majątku Rudnica (Hammer)
  - kapitana Karla Friedricha von Waldow z Brzozowej[12] – Cocceji-Neuwalde/Krzyszczynka
  - Adolpha Friedricha von Waldow z Lubniewic – Cocceji-Stubbenhagen /przysiółek Krzyszczynki (nazwa  pochodzi od Stubbenhagen – Stobno, nieistniejącego już majątku i osady między Rudnicą a Kołczynem)
  - domu sierot z Sulechowa – Cocceji-Neudorf/Krzyszczyna
- 1778–1781 – zbudowano młyn wiatrowy; w latach 1804-1945 należał on do rodziny Zielicke
- 1800–1801 – wybudowano kościół, filialny parafii w Kołczynie
- 1801 – kolonia Lossow liczy 281 mieszkańców i 45 domów; jest tu 38 gospodarstw kolonistów, z których 18 należy do majora Reitzenstein, zaś kolejnych 18 do domu sierot w Sulechowie; ponadto jest tu 13 komorników (chłopów bezrolnych), kołodziej, kuźnia, młyn wiatrowy oraz karczma[3]
- 1849 – powstanie parafii ewangelickiej we Włostowie; należały do niej Gostkowice, Krzyszczyna, Krzyszczynka i Roszkowice
- 1871 – kolonia Włostów liczy 287 mieszkańców, przynależny do niej Nałęczyn[13] (Hammerecke) 72 mieszkańców.

## Nazwa
Lossow 1775, 1944; Włostów 1948.
Niemiecka nazwa Lossow pochodzi od nazwiska pułkownika Daniela Friedricha von Lossow (1721-1783).

## Administracja
Miejscowość jest siedzibą sołectwa Włostów.

## Architektura

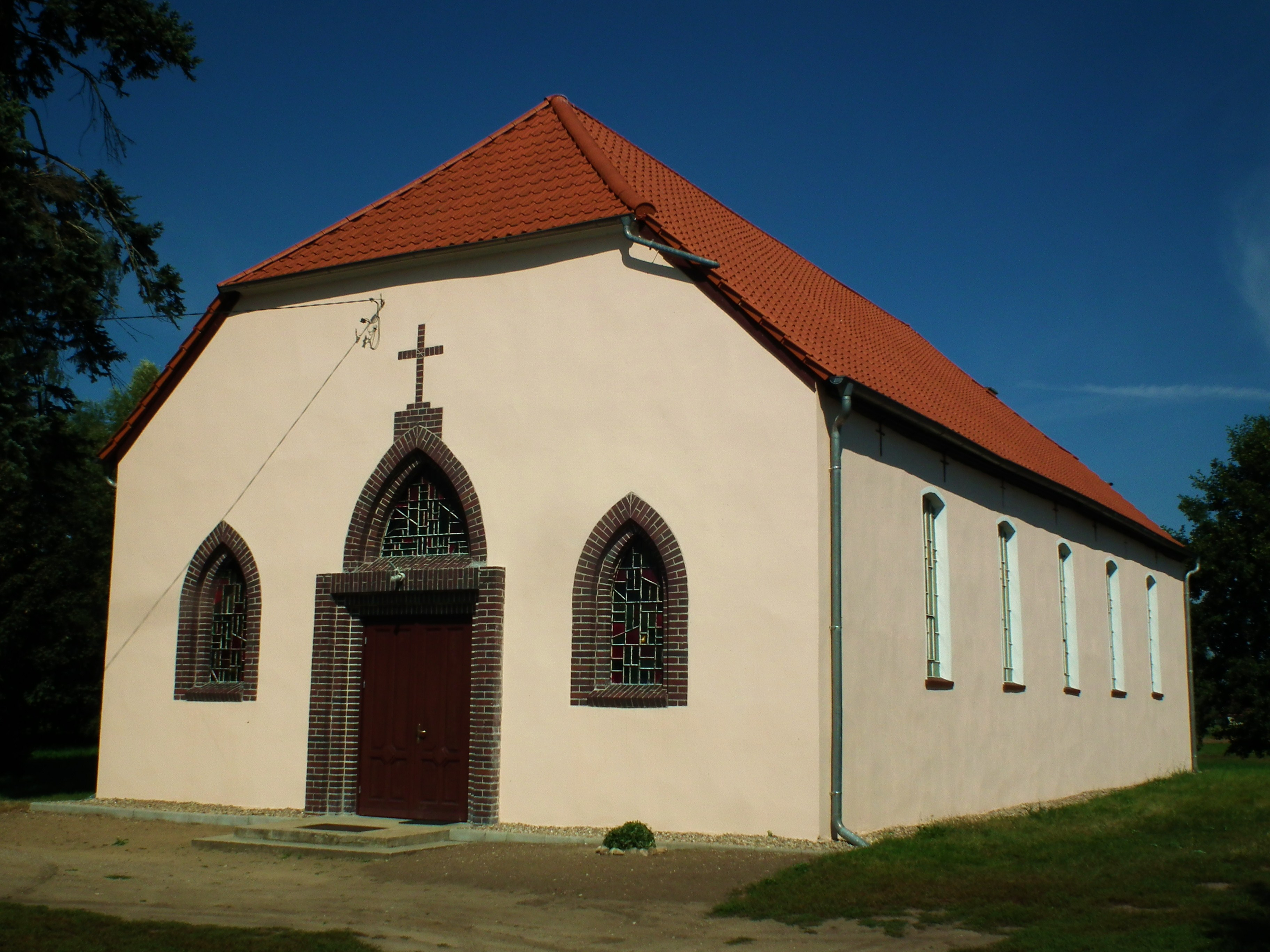
Kościół św. Józefa

Kościół pw. św. Józefa - filialny parafii rzymskokatolickiej pw. św. Jana Chrzciciela w Bogdańcu, zbudowany w latach 1800-1801.
Wpisany jest do rejestru zabytków pod numerem KOK-I-650/63 z 18.12.1963 oraz 98 z 5.11.1976.

## Edukacja i nauka
Dzieci uczęszczają do szkoły podstawowej w Jenińcu, zaś młodzież do gimnazjum w Bogdańcu.

## Religia
Miejscowość przynależy do parafii rzymskokatolickiej pw. św. Jana Chrzciciela w Bogdańcu.